# Jukka Erätuli
Jukka Erätuli (Espoo, 11 febbraio 1980) è un ex snowboarder finlandese.

## Palmarès

### Coppa del Mondo
- Miglior piazzamento nella Coppa del Mondo generale di freestyle: 160º nel 2006
- Vincitore della Coppa del Mondo di big air nel 2002, nel 2003 e nel 2005
- 12 podi:
  - 7 vittorie
  - 3 secondi posti
  - 2 terzi posti

#### Coppa del Mondo - vittorie
| Data             | Luogo             | Paese    | Disciplina |
| ---------------- | ----------------- | -------- | ---------- |
| 11 dicembre 2001 | Whistler          | Canada   | BA         |
| 2 marzo 2002     | Sapporo           | Giappone | BA         |
| 3 gennaio 2003   | Salisburgo        | Austria  | BA         |
| 1º febbraio 2003 | Monaco di Baviera | Germania | BA         |
| 15 marzo 2003    | Arosa             | Svizzera | BA         |
| 13 marzo 2004    | Torino            | Italia   | BA         |
| 9 gennaio 2005   | Mosca             | Russia   | BA         |

Legenda:

BA = Big air